# Žďárec
Žďárec är en ort i Tjeckien.   Den ligger i distriktet Okres Brno-Venkov och regionen Södra Mähren, i den östra delen av landet, 150 km sydost om huvudstaden Prag. Žďárec ligger 464 meter över havet och antalet invånare är 362.
Terrängen runt Žďárec är platt åt sydväst, men åt nordost är den kuperad. Terrängen runt Žďárec sluttar österut. Runt Žďárec är det ganska tätbefolkat, med 93 invånare per kvadratkilometer. Närmaste större samhälle är Velké Meziříčí, 18,6 km väster om Žďárec. I omgivningarna runt Žďárec växer i huvudsak blandskog.